# Exploración del espacio profundo

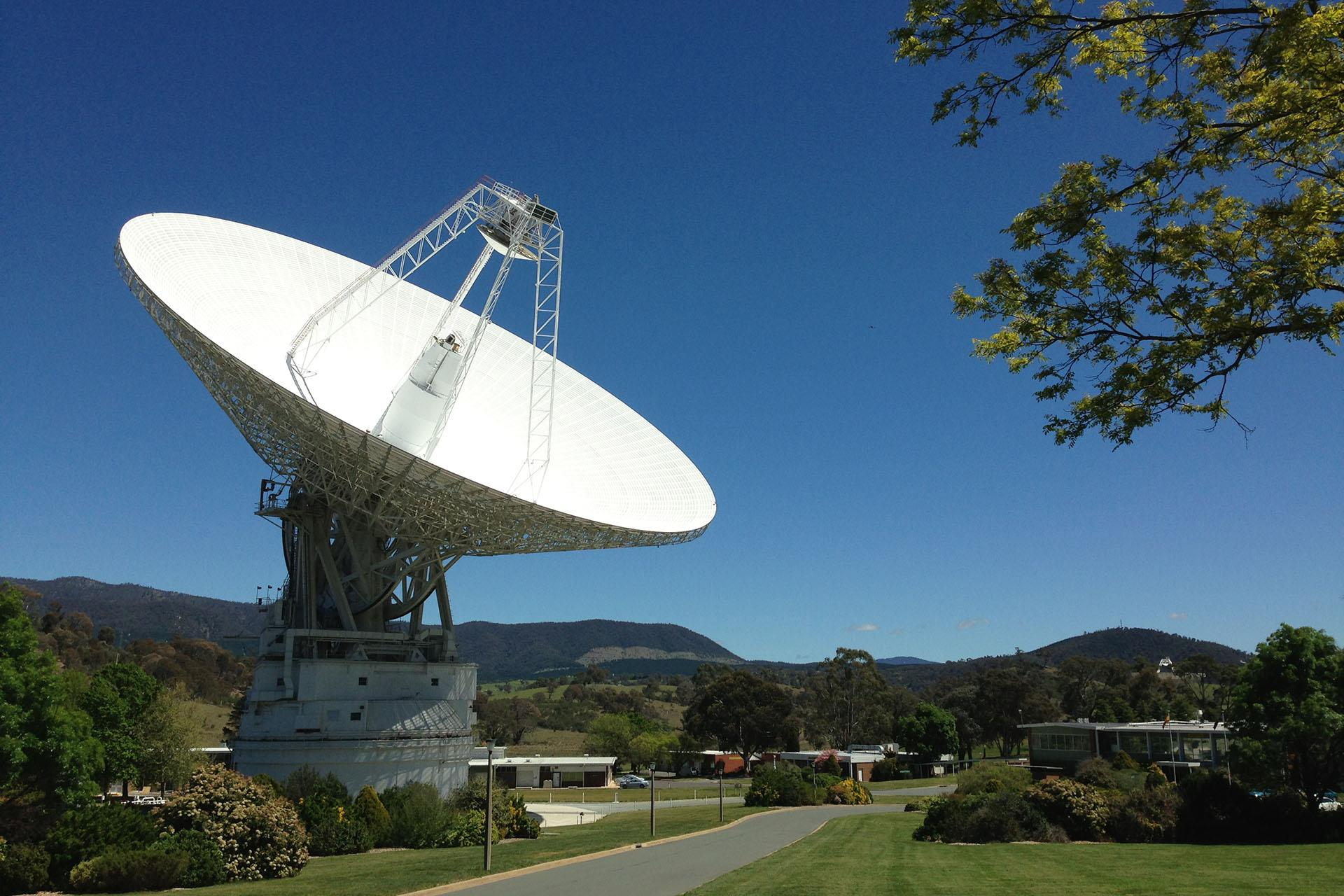
Antena de radio de 70 metros de ancho en las instalaciones de la Deep Space Network en Canberra, Australia.

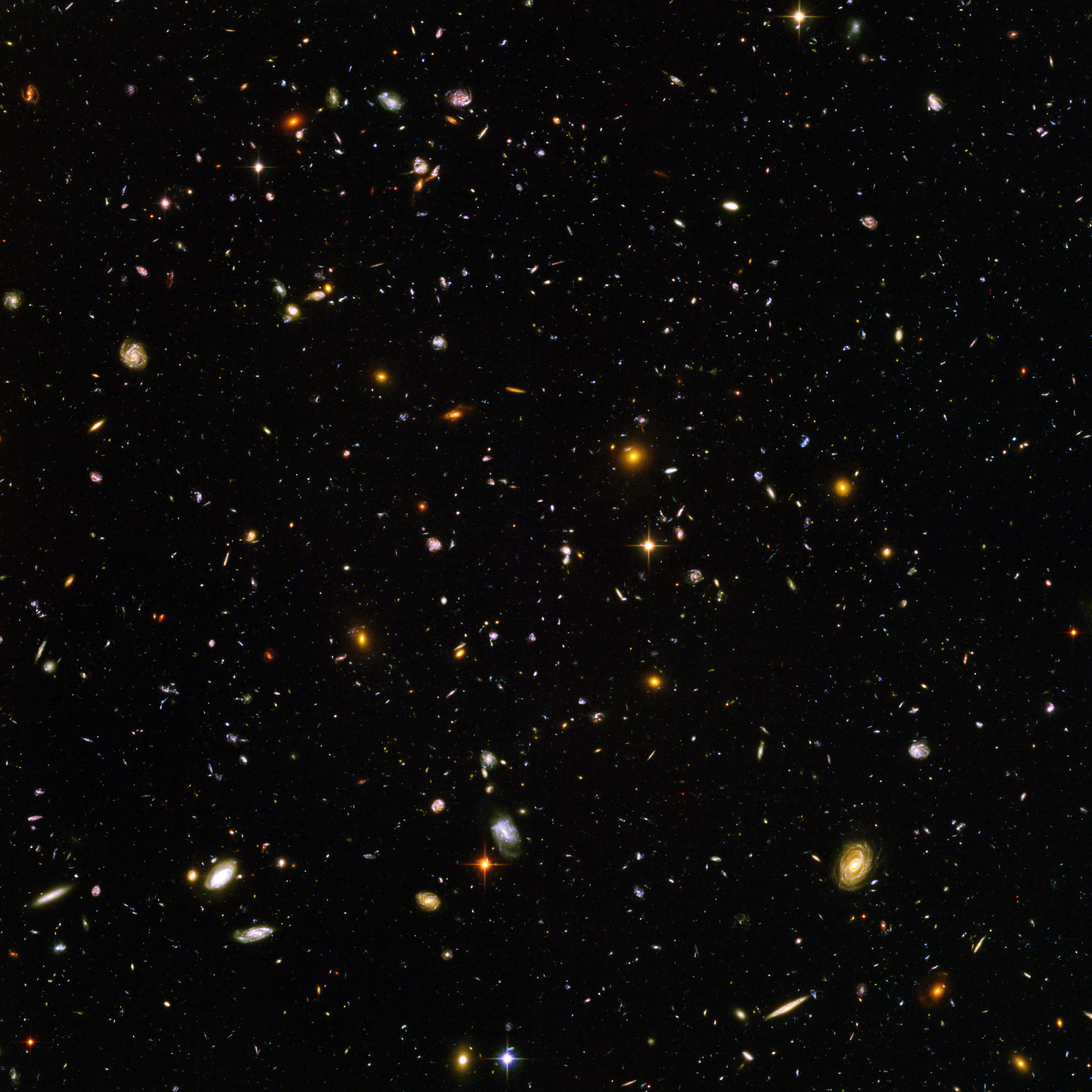
Esta imagen de alta resolución del Campo Ultra Profundo del Hubble incluye galaxias de edad, tamaños, formas y colores variados. Las galaxias más pequeñas y más rojas son algunas de las más distantes que se han visto con un telescopio óptico.

La exploración del espacio profundo es usualmente descrita como la exploración de objetos y sitios que se encuentran alejados de la Tierra, dentro o fuera del sistema solar. Las áreas involucradas en la exploración de las regiones distantes del espacio exterior son la astronomía, la aeronáutica y la tecnología espacial. La exploración espacial física es conducida por vuelos espaciales tripulados y naves espaciales robóticas.
La Unión Internacional de Telecomunicaciones define  el inicio del espacio profundo a partir de los 2 millones de kilómetros de altitud s.n.m. (aproximadamente 0,01 UA). La Red del Espacio Profundo, en cambio, se ha referido a altitudes de entre 16 000 y 32 000 km s.n.m.
Al día de hoy, la nave que más lejos ha llegado construida por humanos y lanzada desde la Tierra es el Voyager 1. El 5 de diciembre de 2011, se anunció que había alcanzado el límite del Sistema Solar. El 25 de agosto de 2013, se anunció que había entrado en espacio interestelar. Áun no es posible llevar a cabo una exploración del espacio profundo más lejana debido a las limitaciones de la tecnología de motores espaciales del día de hoy.
Algunos de los mejores candidatos para una exploración futura incluyen la antimateria, poder nuclear y la propulsión de haces de potencia. Este último, parece ser el mejor candidato para la exploración profunda, debido a que usa física y tecnología conocida que está siendo desarrollada para otros propósitos.

## Investigaciones actuales
En 2012, la Defense Advanced Research Projects Agency (DARPA) anunció la inversión de US$500.000 al exastronauta Mae Jemison para fundar un proyecto con la meta de enviar a futuros astronautas fuera del sistema solar. Jemison busca aumentar el interés del público en proyectos de exploración espacial profunda. Después de anunciar el apoyo a Jemison, se llevó a cabo un simposio de la "Nave de los 100 años" en Houston, Texas, para discutir la posibilidad del viaje interestelar. Los temas discutidos incluyen "las soluciones de tiempo y distancia; ciencias de la vida en la exploración espacial; destinos y hábitats; tecnologías espaciales que mejoren la vida en la Tierra y oportunidades comerciales derivadas de esfuerzos interestelares".
La investigación del espacio profundo se está desarrollando de manera acelerada. En 2011, después del retiro del Transbordador STS, la NASA anunció sus intenciones de invertir capital en el desarrollo de tres tecnologías vitales para la exploración del espacio profundo. Estas tecnologías incluyen un reloj atómico del espacio profundo, una gran vela solar y un sistema de comunicaciones por láser más avanzado para mejorar la comunicación, navegación y propulsión en futuras misiones. En junio de 2013, la NASA anunció la selección ocho astronautas americanos que comenzarán a entrenar para misiones futuras de exploración espacial profunda más allá de la órbita terrestre. La NASA pretende que estos ocho astronautas entrenen para misiones a Marte o a asteroides.
El SAFIR, un propuesto telescopio espacial criogénico, tiene una fecha tentativa de lanzamiento en 2015 con la esperanza de explorar "la formación de las primeras estrellas y galaxias" en el espacio profundo. El telescopio será 1000 veces más sensible que dos telescopios actuales, el Telescopio espacial Spitzer y el Herschel. La NASA espera usar a SAFIR para aprender más sobre agujeros negros, la formación y evolución de las galaxias y la formación de los sistemas solares en lugares alejados.